# Jean-Claude Gianadda
 (août 2024).
Pour les articles homonymes, voir Gianadda.
Jean-Claude Gianadda, né le 8 janvier 1944, est un auteur-compositeur-interprète français. 
Spécialisé dans les chants religieux, il est l'auteur de chansons chrétiennes, comme Trouver dans ma vie ta présence, Chercher avec toi dans nos vies Marie, Love, Rêve d'un monde ou Qu'il est formidable d'aimer mais surtout sa plus populaire Un ami pour inventer la route.

## Biographie
Jean-Claude Gianadda est né le 8 janvier 1944, a été enseignant à Marseille de 1970 à 1994, comme professeur de sciences, au collège Saint-Bruno. Il chante, et publie son premier disque 45 tours en 1974, Pour bâtir. Il devient à 32 ans, le directeur de son collège en 1976. Il abandonne l'enseignement en 1994, à 50 ans, pour se consacrer au chant, comme mission d'Église.
Ses premiers accompagnateurs sont les trois frères Lalanne : Francis, René et Jean-Félix Lalanne.
Gianadda a enregistré plus d'une centaine d'albums, et publie à la SACEM 980 titres. Chaque année, il parcourt 100 000 km et anime plus d'une centaine de veillées. Il est surnommé le « Troubadour de la foi » par La Croix ou le « Troubadour du Bon Dieu » par le Hérault Tribune.
Il est l'auteur de quelques-uns des principaux chants de l'Église de France : Trouver dans ma vie ta présence, Chercher avec toi dans nos vies, Qu'il est formidable d'aimer. Il compose aussi des chansons en faveur de la paix (Casque bleu), sur les Gitans, sur l'Afrique.
Présenté comme l'héritier contemporain de la veine des disciples de saint Jean-Baptiste de La Salle[réf. nécessaire], Gianadda anime des veillées de prière avec ses chants nouveaux, proches de la vie quotidienne, des sources de joie, d'espoir et d'amour.
Il effectue des tournées en France et en Afrique francophone, comme au Sénégal[réf. souhaitée], au Bénin et au Togo en janvier 2017.
Certaines de ses chansons[Lesquelles ?] sont traduites et chantées dans des pays étrangers[Lesquels ?] (en allemand, en anglais, en espagnol, en coréen, en arabe libanais, en langues africaines…)[réf. nécessaire]
Jean-Claude Gianadda a acquis sa formation philosophique et théologique en suivant le cursus de la formation dans la Congrégation des frères des écoles chrétiennes : noviciat, scolasticat. Puis une année de psychologie à Lyon. Un stage à Alger (école Lavigerie dans la Casbah).[réf. nécessaire]
S'il s'est retiré de la Congrégation c'est pour rentrer immédiatement dans le Tiers-Ordre lasallien afin de maintenir ses engagements et de garder des liens fraternels avec l'institut des Frères.[réf. nécessaire]

## Œuvre
C’est en 1977, alors qu’il était directeur du collège Saint-Bruno (Marseille) que Jean-Claude Gianadda a l’idée de créer l’« Association Jeunesse et Culture Saint-Bruno » (Journal officiel février 1977).[réf. nécessaire]
Les 2 objectifs de l'Association Saint-Bruno sont les suivants :
1. mission d’Église : promotion du chant religieux ;
2. mission humanitaire : aide aux détresses humaines en France et pays étrangers : Bénin - Burkina Faso - Haïti - Liban - Madagascar - Sénégal - Togo… [réf. nécessaire].

## Distinctions
- Médaille de la SACEM[6].
- Oscar National de la chanson chrétienne, 2016[6]
- Chevalier dans l'Ordre National du Mérite, 2017[6]

## Discographie
- 1974 : Pour bâtir
- 1975 : Chantez la joie
- 1976 : Il est venu en prière
- 1976 : Jeunes en prière
- 1976 : Veillée avec Raymond Fau
- 1977 : Allons crier la nouvelle[8]
- 1977 : Un monde plus beau
- 1981 : Il est encore temps
- 1981 : Trouver dans ma vie ta présence
- 1983 : Laisse entrer le soleil
- 1984 : Apprivoise-moi
- 1985 : Chercher
- 1986 : La plus belle lumière
- 1986 : Gagner la vie
- 1987 : Merci Marie
- 1987 : Méditations mélodies
- 1987 : Accueillir
- 1988 : Commencer chaque jour
- 1989 : Exister
- 1990 : Chansons pour un chemin
- 1990 : Contempler
- 1991 : Devenir
- 1992 : À venir
- 1992 : Avec toi Marie
- 1993 : Fleurir
- 1994 : Éterniser
- 1994 : Enregistrement public
- 1994 : Espérer
- 1995 : Veiller 1, 2, 3 et 4
- 1996 : Oser
- 1997 : Naitre
- 1997 : Trouver
- 1997 : Rêver
- 1998 : Vivre
- 1998 : Grandir
- 1998 : Choisir
- 1998 : Se souvenir
- 1998 : Dire
- 1999 : Près de Toi Marie
- 2000 : Discerner
- 2000 : Percevoir
- 2000 : Risquer
- 2001 : Rencontrer
- 2001 : Communiquer
- 2001 : À cœur ouvert
- 2001 : Méditations mélodie à la guitare
- 2002 : Cheminer
- 2002 : Restituer
- 2003 : Essayer
- 2003 : Veiller et prier
- 2004 : Chanter avec Marie
- 2004 : Lutter
- 2004 : Croire
- 2005 : Avancer
- 2005 : Éclairer
- 2005 : Semer
- 2005 : Reconnaitre
- 2005 : Être
- 2005 : Transmettre
- 2005 : Célébrer
- 2005 : Rejoindre
- 2006 : Veiller et prier
- 2006 : S'approcher
- 2006 : Inviter
- 2006 : Aimer Anagramme de Marie
- 2006 : Décider
- 2006 : Revivre
- 2006 : Veiller et Prier
- 2006 : Noël Renaître
- 2006 : Noël Étinceler
- 2007 : Emmaüs
- 2007 : Être à Dieu Funérailles
- 2007 : Pour bâtir ensemble
- 2007 : Accorder
- 2007 : Veiller et Prier
- 2007 : Tout donner Mariage
- 2007 : Célébrer II Dimanche
- 2007 : Durer
- 2007 : Avec Toi Marie maintenant
- 2007 : Surmonter
- 2008 : Naitre II Baptême
- 2008 : Veiller et Prier
- 2008 : S'envoler
- 2008 : Près de toi Marie Main-tenant
- 2008 : Ressembler
- 2008 : Partir Funérailles
- 2008 : Coffret Anthologie 1
- 2008 : Coffret Marie
- 2008 : Attendre
- 2009 : Coffret Anthologie 2
- 2009 : Marcher
- 2009 : Désirer
- 2009 : Découvrir Profession de foi
- 2009 : Marseille Ensoleiller
- 2009 : Veiller et Prier
- 2010 : Habiter
- 2010 : S'engager
- 2010 : Veillée mariale
- 2010 : Façonner
- 2010 : Veillée Emmaüs
- 2011 : Coffret anthologie 3
- 2011 : Veiller et Prier
- 2011 : Ouvrir
- 2011 : Voyager
- 2011 : Célébrer III Dimanche
- 2011 : 44 chants de Noël
- 2011 : Jean Claude Gianadda chante Noël
- 2012 : Dévoiler
- 2012 : Veiller et Prier
- 2012 : Passer
- 2013 : Agir
- 2013 : Défier
- 2013 : Prendre la route avec Marie
- 2013 : Remercier
- 2014 : Rebondir
- 2014 : Mes 70 Printemps
- 2014 : Apprendre
- 2014 : Belle-Dame de la Salette

## Vidéographie
- Veillée Angers (VHS 2000) - Production Association Saint Bruno
- Veillée Bourges (VHS 2000) - Production Association Saint Bruno
- Emmaüs (DVD 2004) - Production Association Saint Bruno
- Célébrer (DVD 2005) - Production Association Saint Bruno
- Angers (DVD 2007) - Production Association Saint Bruno
- Bourges  (DVD 2007) - Production Association Saint Bruno
- Veiller et Prier (DVD 2007) - Production Association Saint Bruno
- Veiller et Prier (DVD 2009) - Production Association Saint Bruno
- Veiller et Prier (DVD 2012) - Production Association Saint Bruno